# One on One Recording Studios
One on One Recording Studios é um estúdio de gravação localizado nos Estados Unidos, de propriedade de Jim David. Álbuns de rock importantes já foram gravados lá, como o Metallica (álbum) e ...And Justice For All do Metallica, Crazy Nights e Psycho Circus do Kiss, Dirt do Alice in Chains e Awake do Dream Theater.